# Лятно тръшване (2000)
Лятно тръшване (2000) (на английски: SummerSlam) е тринадесетото годишно pay-per-view събитие от поредицата Лятно тръшване, продуцирано от Световната федерация по кеч (WWF). Събитието се провежда на 27 август 2000 г. в Роли, Северна Каролина.

## Обща информация
Основното събитие е мач тройна заплаха за Титлата на WWF, включващ шампиона Скалата, Трите Хикса и Кърт Енгъл. Скалата печели мача и запазва титлата, след като тушира Трите Хикса. Един от интересните мачове на ъндъркарда е Кейн срещу Гробаря, който завършва без победител, след като Гробаря сваля маската на Кейн. Друг представен мач е първият мач с маси, стълби и столове за Световните отборни титли на WWF с участието на шампионите Острието и Крисчън, Харди бойз (Мат Харди и Джеф Харди) и Дъдли бойз (Бъба Рей Дъдли и Дивон Дъдли).

## Резултати
| №                                         | Резултати | Правила | Време |
| ----------------------------------------- | --- | --- | ----- |
| 1                                         | Право на цензура (Бул Бучанън, Кръстника и Стивън Ричардс) побеждават Много яко (Гранд Мастър Секси, Рикиши и Скоти Ту Хоти) (с Манди и Виктория) | Шесторен отборен мач | 4:57  |
| 2                                         | Екс Пак поб. Роуд Дог | Индивидуален мач | 4:31  |
| 3                                         | Еди Гереро и Чайна поб. Триш Стратъс и Вал Винъс (ш) Чайна печели Интерконтиненталната титла, след като тушира Триш                               | Междуполов отборен мач за Интерконтиненталната титла на WWF. Винъс ще загуби от всеки, който извърши туш срещу неговия отбор. | 7:04  |
| 4                                         | Джери Лоулър поб. Таз | Индивидуален мач | 4:21  |
| 5                                         | Стив Блекман поб. Шейн Макмеън (ш) | Хардкор мач за Хардкор титлата на WWF                                                                                         | 10:17 |
| 6                                         | Крис Беноа поб. Крис Джерико 2-1 | Мач два от три туша | 13:01 |
| 7                                         | Острието и Крисчън (ш) поб. Харди бойз (Мат Харди и Джеф Харди) и Дъдли бойз (Бъба Рей Дъдли и Дивон Дъдли)                                       | Мач с маси, стълби и столове за Световните отборни титли на WWF                                                               | 18:38 |
| 8                                         | Котката поб. Тери Рънълс | Мач смрадливо лице | 3:07  |
| 9                                         | Кейн срещу Гробаря приключва без победител | Мач без дисквалификации | 7:33  |
| 10                                        | Скалата (ш) поб. Трите Хикса и Кърт Енгъл | Мач Тройна заплаха за Титлата на WWF                                                                                          | 20:11 |
| - (ш) – указва шампиона/шампионите в мача | | |       |